# Зачумлений корабель
«Зачумлений корабель» (англ. Plague Ship) — науково-фантастичний роман американської письменниці Андре Нортон, виданий під псевдонімом Ендрю Норт. 1956 року вийшов у видавництві Гном пресс тиражем 5000 примірників. Книга є другим томом у серії «Королева сонця».

## Сюжет
Головний герой роману — Дейн Торсон, помічник карго-майстра на міжзоряному кораблі вільних торгівців «Королева сонця». Вільні торгівці беруться за торгові контракти на віддалених і нещодавно відкритих планетах, які можуть бути небезпечними та непередбачуваними.
«Королева сонця» нещодавно отримала цінний контракт на ексклюзивну торгівлю з планетою Саргол і будує відносини з однією з рас на планеті, котоподібними Саларікі. Процес йде повільно, поки Саларікі не виявлять, що «Королева сонця» має запас котячої м'яти та інші рослини з Терри, які невідомі на Сарголі. Торговці обмінюють ту невелику частину рослин, які вони мають, на рідкісні та цінні камені Короса та збирають місцеву деревину червоного кольору для обміну вдома. Торгівлю саботує корабель найбільшої торгової корпорації «Інтерстеллар», який за конвенцією не має права там перебувати. В останню хвилину жерці Саларікі вимагають, щоб «Королева сонця» уклала передплачений контракт, щоб повернутися протягом 6 місяців із більшою кількістю рослин.
Через кілька днів після відходу з планети кілька членів екіпажу страждають від нападів, які починаються з сильних головних болів і закінчуються напівкомою. Лише 4 молодших члени екіпажу не постраждали, включаючи Дейна Торсона. Після виходу з гіперпростору під час повернення в околиці Терри екіпаж виявляє, що вони ізгої і були оголошені чумним кораблем.
Під час короткого стрибка на Землю екіпаж виявляє, що шкідники які переховуються в деревині є причиною хвороби. В останній спробі довести свою правоту вони викрадають медика і представляють його докази на відео аудиторії всієї Сонячної системи, що захищає їх від знищення.
Тим часом решта членів екіпажу одужала, і після останніх переговорів, «Королева сонця» зберегла свою репутацію, продавши контракт із Саларікі конкуруючій галактичній торговій компанії в обмін на кредити та тихий усталений поштовий маршрут, що більше не повинно призвести до проблем.

## Історія публікацій
- 1956, США, Gnome Press, Дата публікації: квітень 1956 тверда палітурка (192 сс)[1]
- 1957, Італія, Ponzoni Editore di Milano (I Romanzi del Cosmo #2), Дата публікації липень 1957, дайджест у паперовому вигляді (160 сс), як L'astronave maledetta (The Cursed Spaceship)[1]
- 1958, Німеччина, Pabel Verlag (Utopia Grossband #69), Дата публікації березень 1958, дайджест у паперовому вигляді (95 сс), як Gefährliche Landung (Dangerous Landing)[1]
- 1959, США, Ace Books (Ace Double #D-345), м'яка обкладинка (178 сс), разом з «Планетою Вуду» (78 сс)[1]
- 1960, Франція, Ditis Science Fiction (#167), м'яка обкладинка (189 сс), як Fusée en quarantaine (Rocket in Quarantine)[1]
- 1963, Іспанія, Cenit (Ciencia ficción #55), м'яка обкладинка (239 сс), як Espacionave peligrosa (Dangerous Spaceship)[1]
- 1964 & 1969, США, Ace Books (#F-291 & #66831), Дата публікації липень 1964 та грудень 1969, м'яка обкладинка (178 сс)[1]
- 1971 & 1974, Велика Британія, Gollancz, ISBN 0-575-00643-9, Дата публікації лютий 1971 та серпень 1974, тверда обкладинка (192 сс)[1]
- 1973, 1974, та 1976, США, Ace Books (#66832, #66833, та #66834), Дата публікації жовтень 1973, м'яка обкладинка (204 сс)[1]
- 1978, США, Gregg Press (The Space Adventure Novels of Andre Norton), ISBN 0-8398-2416-5, Дата публікації лютий 1978, тверда обкладинка (192 сс)[1]
- 1979, Велика Британія, Magnet (Methuen Children's Books, Ltd), ISBN 0-416-88280-3, Дата публікації грудень 1979, м'яка обкладинка (192 сс)[1]
- 1982 та 1985, США, Ace Books, ISBNs 0-441-66836-4 & 0-441-66837-2, Дати публікації травень 1982 та червень 1985, м'яка обкладинка (204 сс)[1]